# Lysiopetalum erberi
Lysiopetalum erberi är en mångfotingart som beskrevs av Ludwig Carl Christian Koch 1867. Lysiopetalum erberi ingår i släktet Lysiopetalum och familjen Callipodidae. Inga underarter finns listade i Catalogue of Life.